# Мазикин, Алексей Андреевич
Алексей Андреевич Мазикин (укр. Олексій Андрійович Мазикін; род. 16 февраля 1975, Харьков, Украинская ССР) — украинский боксёр-профессионал, выступающий в тяжёлой весовой категории. Участник двух Олимпийских игр (2000, 2004), серебряный призёр чемпионата мира (2001), многократный призёр и чемпион национального первенства в любителях.

## Любительская карьера
У Мазикина была успешная любительская карьера. Основную проблему у Алексея составляли поединки с левшами.
На Олимпийских играх 2000 года Мазикин победил новозеландца Ангуса Шелфорда, а во втором туре проиграл будущему чемпиону, левше Одли Харрисону.
В 2001 году, на чемпионате мира в Белфасте, занял второе место, победив Александра Поветкина, кубинца, Педро Карриона, и в финале проиграл левше, Руслану Чагаеву.
Участвовал на олимпийских играх 2004 года, победил в первом туре белоруса, Александра Апонасенко, и во втором туре проиграл левше, Роберто Каммерелле.

## Профессиональная карьера
Мазикин дебютировал на профессиональном ринге в марте 2005 года. Первые пять соперников были очень опытные джорнимены с большим опытом боёв на профессиональном ринге. Алексей всех их уверенно одолел. В шестом поединке Алексей по очкам переиграл непобеждённого белорусского боксёра, Валерия Чеченева (10-0).
В августе 2006 года, Мазыкин в близком бою проиграл по очкам решением большинства судей, украинцу, Тарасу Биденко.
В феврале 2007 года, Алексей победил по очкам американского джорнимена, Седрика Филдса.
В июне 2007 года, Мазикин вышел на ринг с начинающим профессиональным боксёром, олимпийским чемпионом, кубинцем, Одланьером Солисом. Кубинец нокаутировал более опытного украинца на первой минуте первого раунда.
В марте 2008 года, Алексей свёл вничью бой с немцем, Константином Айрихом. В следующем поединке Мазыкин победил по очкам непобеждённого боксёра из России, Артура Марабяна (11-0).
В 2009 году Мазикин проиграл дважды, чеху Ондрею Пала, и один бой поляку Анджею Вавжику.
В январе 2010 года снова свёл вничью бой с Константином Айрихом.
В следующем бою проиграл нокаутом бывшему чемпиону в первом тяжёлом весе, кубинцу, Хуану Карлосу Гомесу.
В октябре 2010 года выиграл турнир на Кипре, победив в финале россиянина, Евгения Орлова.
В апреле 2011 года проиграл повторный бой, чеху Ондрею Пала. В феврале 2012 года проиграл отказом от продолжения боя, немцу, Эдмунду Герберу.